# Bodtjärnen (Anundsjö socken, Ångermanland, 703851-160549)
Bodtjärnen är en sjö i Örnsköldsviks kommun i Ångermanland och ingår i Moälvens huvudavrinningsområde.